# The Plant List
A The Plant List egy interneten elérhető lista a növényfajok tudományos neveivel. A Királyi Botanikus Kertek és a Missouri Botanikus Kert közös munkája. Célja az összes növényfaj összes ismert nevének megjelenítése.
2013 szeptemberében jelent meg a lista 1.1-es verziója, amely 1 064 035 fajnevet tartalmaz, ebből 350 699 elfogadott érvényes név. A többi szinonim, illetve megoldatlan (unresolved) helyzetű név, amelyről nem tisztázott a meglévő dokumentációból, hogy önálló fajok, vagy szinonim nevek-e. A növényfajokon kívül 642 növénycsalád és 17 020 növénynemzetség is szerepel benne, mely megkönnyíti a növényfajok rendszertani hovatartozásának átláthatóságát.
Kiegészítő projektje az International Plant Names Index. Ennek célja eltérő, nem kívánja meghatározni melyik az elfogadott név, hanem a leírás részleteit hivatott megjeleníteni. Az újonnan megjelent nevek az IPNI-től hozzáadódnak a World Checklist of Selected Plant Families-hez, ami a The Plant List alapját képezi.

## Fordítás
- Ez a szócikk részben vagy egészben  a   The Plant List című a Wikipédia-szócikk ezen változatának fordításán alapul.  Az eredeti cikk szerkesztőit annak laptörténete sorolja fel. Ez a jelzés csupán a megfogalmazás eredetét és a szerzői jogokat jelzi, nem szolgál a cikkben szereplő információk forrásmegjelöléseként.